# 613 заповеди
613 заповеди (на иврит: תרי"ג מצוות – Таряг Мицвот) в юдаизма са религиозни и правни заповеди, извлечени от Тора и съставляващи Моисеевия закон. Споменават се за пръв път в текст от Талмуда от III век, като през следващите столетия са създадени различни системи за изброяване и кодифициране на заповедите, най-известна сред които е тази на Моисей Маймонид.